# ياروسلاف ستاري
ياروسلاف ستاري هو مبارز بالسيف تشيكوسلوفاكي راحل، مثّل بلاده في الألعاب الأولمبية الصيفية 1948.

## روابط رياضية
ياروسلاف ستاري على موقع أوليمبيديا (الإنجليزية)
- ياروسلاف ستاري على موقع اللجنة الأولمبية التشيكية (التشيكية)